# Bolot Bejšenaliev
Bolot Bejšenaliev (in russo Болот Бейшеналиев?; Kalmak-Ashuu, 25 giugno 1937 – Biškek, 18 novembre 2002) è stato un direttore della fotografia e attore sovietico di etnia chirghisa, padre dell'attore Aziz Bejšenaliev.

## Biografia
Bolot Bejšenaliev è nato il 25 giugno 1937, nel villaggio di Tort-Kul, distretto di Toktogul dell'RSS kirghisa.
Si laureò presso il Teatro chirghiso di opera e balletto (1957) e all'Istituto di teatro e arte di Taškent (1963). Ha lavorato come assistente e assistente alla regia presso lo studio cinematografico Kirghizistan.
Morì il 18 novembre 2002.

## Riconoscimenti
Il governo della Repubblica del Kirghizistan ha adottato una risoluzione "Sul perpetuare la memoria dell'artista popolare della Repubblica del Kirghizistan, Bolot Beishenaliyev." Secondo lui, il suo nome sarà dato al Cinema "Sputnik" nella città di Kemin Kemin distretto di Chui Oblast, di fronte al cinema sarà installato un busto del Artista Del Popolo del Kirghizistan.
Nel 1976 ha rivendicato il ruolo del detective giapponese Ishido nel film d'avventura "Trans-Siberian Express".